# پدیده داون
پدیده داون یا Dawn phenomenon صبح زود (معمولاً بین ۲ تا ۸ بامداد) در افراد دیابتی باعث افزایش قند خون (گلوکز) می‌شود.
پدیده داون ممکن است توسط آزادسازی هورمون رشد، کورتیزول، گلوکاگون یا اپی‌نفرین به وجود بیاید. ترشح تمام این هورمون‌ها در کبد می‌تواند باعث بالا رفتن سطح گلوکز خون شود.
سایر علل بالا رفتن قند خون صبحگاهی می‌تواند از استفاده دوز نادرستی از دارو یا خوردن تنقلات کربوهیدرات دار قبل از خواب باشد.
پدیده داون را می‌توان در بسیاری از بیماران با اجتناب از مصرف کربوهیدرات قبل از خواب، تنظیم دوز دارو یا انسولین و تغییر دارو کنترل کرد.